# Bazyli (Karajiannis)
Bazyli, nazwisko świeckie Karajiannis (ur. 1 marca 1948 w Mandres) – cypryjski biskup prawosławny.

## Życiorys
W wieku dwunastu lat, po ukończeniu szkoły podstawowej, wstąpił do klasztoru św. Barnaby, gdzie przebywał do inwazji tureckiej na Cypr w lipcu 1974. Wcześniej, w latach 1967–1970, był słuchaczem seminarium św. Barnaby w Nikozji, przyjmując w 1970 święcenia diakońskie, a następnie ukończył I gimnazjum w Ammochostos (1974). W latach 1974–1978 studiował teologię na uniwersytecie w Atenach. Studia w Grecji łączył z pracą duszpasterską diakona.
Po ukończeniu studiów udał się do Fryburgu, gdzie odbył dwuletnie podyplomowe studia socjologiczne oraz kontynuował studia teologiczne, zakończone obroną pracy doktorskiej napisanej w języku francuskim i poświęconej zagadnieniom wszechwiedzy boskiej oraz ontologicznej różnicy między substancją i energią w nauczaniu św. Maksyma Wyznawcy. W Szwajcarii pełnił obowiązki diakona w prowadzonym przez Patriarchat Konstantynopolitański centrum w Genewie.
W 1981 wrócił na Cypr. Został wyświęcony na kapłana, po czym otrzymał godność archimandryty. Jeszcze w tym samym roku wrócił do Genewy, by objąć obowiązki proboszcza w etnicznie greckiej parafii prawosławnej. W 1991 ponownie udał się na Cypr i objął kierownictwo biura stosunków międzykościelnych Cypryjskiego Kościoła Prawosławnego. 7 lutego 1996 otrzymał nominację biskupią, zaś 28 kwietnia 1996 przyjął chirotonię z tytułem biskupa Trimothous.
11 maja 2007 zjazd duchowieństwa i świeckich eparchii Konstancji i Ammochostos wybrał go na jej ordynariusza.
Reprezentował Kościół Cypru w dialogu ekumenicznym z Kościołem katolickim i Kościołem Anglii. Autor szeregu artykułów publikowanych m.in. w prasie greckiej. Zasiada w organach zarządzających Światowej Rady Kościołów.